# دكة العبيد
دكة العبيد (بالإنجليزية: Slave Market)‏ هو مسلسل تلفزيوني درامي سعودي-بريطاني من أعمال منصة شاهد وإنتاج استوديوهات مجموعة إم بي سي، عرض لأول مرة على منصة شاهد في 13 يناير 2023. المسلسل من كتابة هبة مشاري حمادة، وإخراج الأسعد الوسلاتي، وبطولة فايز بن جريس ومجموعة من الممثلين من عدة دول عربية وعالمية.

## القصة
يعرض المسلسل في تسع حلقات 5 حكايات تدور حول موضوع العبودية، وتلتقي مصائر أبطال الحكايات عندما "تجمعهم مأساة الوقوع أسرى العبودية في زمن راجت فيه تجارة الرقيق".

## طاقم التمثيل
- فايز بن جريس.
- العنود سعود.
- حكيم جمعة.
- هاشم نجدي.
- نواف الظفيري.
- حنين تركستاني.
- نزار السليماني.
- سعيد القحطاني.
- أبيكشا بوروال.
- سانتشي راي.
- آيشواريا شانكير.
- كاناك غارغ.
- شانون غاسكين.
- جانيك تشارلز.
- جاستينا بيوسا.
- لورين إليس توماس.
- كريستوفر جوردون.
- أفانت سترانجل.
- ناتاشا شوفاني.
- جوي حلاق.[5][6]

## وصلات خارجية
- مسلسل Slave Market على قاعدة بيانات الأفلام على الإنترنت
- مسلسل Slave Market على شاهد